# ام هانی
ام هانی از زنان شاعر اهل یزد بود. پدرش حاج عبدالرحیم خان بیگلربیگی یزدی (زاده ۱۲۳۷ قمری) از درباریان فتحعلی شاه قاجار بود و از بیماری وبای عمومی در شهر یزد درگذشت. ام هانی در جوانی ازدواج نکرد ولی در اواخر عمر ازدواج کرد و بدون فرزند از دنیا رفت.

## اشعار
| خال به کنج لب یکی طُره مشک‌فام دو       |  | وای به حال مرغ دل، دانه یکی و دام دو |
| محتسب است و شیخ و من قصه عشق در میان  |  | از چه کنم مجابشان پخته یکی و خام دو  |
| هر که بگوید این غزل بخشمش از سبیل جان |  | تو سن خوش خرام یک استر خوش لگام دو   |
| کان کرم جواد خان کزدل و از کفش برد    |  | مایهٔ جود هر زمان بحر یکی غمام دو     |

معروف است که دوستعلی خان ابرقوهی، از خاندان ام هانی که او نیز طبعی عالی داشته همین غزل را استقبال کرده است:
| غیر دو زلف آن صنم بر رخ دلفریب او |  | کس نشنیده در جهان صبح یکی و شام دو |

بیت زیر به غیر از ام هانی به عفت نسابه و طاهره قرةالعین نیز منسوب است.
| محتسب است و شیخ و م قصه عشق در میان |  | از چه کنم مجابشان پخته یکی و خام دو |

عبدالحسین آیتی که قبلاً از بزرگان بهائیت بوده در تاریخ یزد می‌نویسد: «شگفت است غزلی با این همه گفتگو که‌ام هانی سروده و نام جوادخان را در آن ذکر نموده و دوستعلی خان هم استقبالش کرده باز مردمان عمداً یا سهواً آن را به طاهره قرةالعین نسبت داده‌اند.»